# Зельонка-Пасленцька
Зельонка-Пасленцька (пол. Zielonka Pasłęcka, нім. Grünhagen) — село в Польщі, у гміні Пасленк Ельблонзького повіту Вармінсько-Мазурського воєводства.
Населення — 596 осіб (2011).
У 1975-1998 роках село належало до Ельблонзького воєводства.

## Демографія
Демографічна структура станом на 31 березня 2011 року:
|          | Загалом | Допрацездатний вік | Працездатний вік | Постпрацездатний вік |
| -------- | ------- | ------------------ | ---------------- | -------------------- |
| Чоловіки | 297     | 64                 | 206              | 27                   |
| Жінки    | 299     | 64                 | 167              | 68                   |
| Разом    | 596     | 128                | 373              | 95                   |